# Ich bin ein Junger Pionier
Ich bin ein Junger Pionier ist ein Dokumentarfilm des DEFA-Studios für Kurzfilme von Winfried Junge aus dem Jahr 1973.

## Handlung
Ich bin ein Junger Pionier ist ein Film, der den Sechs- bis Vierzehnjährigen die Geschichte der Pionierorganisation Ernst Thälmann auf kurzweilige Art nahebringen sollte. In einem Wochenschauausschnitt wurde gezeigt, wie Im Juni 1946 auf dem I. Parlament der FDJ beschlossen wurde, Gruppen für Kinder zu schaffen. Die Gründung des Verbandes der Jungen Pioniere erfolgte dann am 13. Dezember 1948, weshalb dieser Tag jedes Jahr als Pioniergeburtstag gefeiert wurde. Es folgte ein Rückblick auf die in den 1920er Jahren bestehende Organisation der Roten Jungpioniere, welche nach sowjetischem Vorbild als Kinderorganisation der KPD gegründet wurde.
In der Folge waren zahlreiche Ausschnitte aus 25 Jahren Pionierleben zu sehen. So z. B. Aufnahmen vom III. Pioniertreffen vom 14. bis 19. August 1958 in Halle (Saale), vom Zentralhaus der Jungen Pioniere in Ost-Berlin mit seinen vielen Arbeitsgemeinschaften und dem angeschlossenen Theater der Freundschaft. Gezeigt wurde auch die Hilfsbereitschaft der Pioniere, in dem sie älteren Mitbürgern im Haushalt helfen und einkaufen gehen. Auch die Treffen mit sowjetischen Pionieren wurden hoch bewertet. Einen breiten Raum nahmen die Freizeitaktivitäten ein, wie Aufenthalte in der Pionierrepublik Wilhelm Pieck und anderen Zentralen Pionierlagern. Die sportlichen Aktivitäten der Thälmann-Pioniere wurden am Beispiel der Eiskunstläuferin Christine Errath gezeigt, die in einem Interview den Wunsch äußerte, einmal Europameisterin werden zu wollen. Sie hat es 1974 bis zur Weltmeisterin gebracht.
Aber natürlich wird auch die enge Verbundenheit mit der Sozialistischen Einheitspartei Deutschlands herausgestellt: Junge Pioniere überbringen eine Grußadresse an den VIII. Parteitag der SED.

## Produktion
Die Premiere des Films mit Texten von Gisela Karau erfolgte im 1. Programm des Fernsehens der DDR anlässlich des 25. Geburtstags der Pionierorganisation Ernst Thälmann am 13. Dezember 1973. Der Anlauf in den Kinos der DDR begann am 5. April 1974.